# Halina Zalewska
Halina Zalewska (fallecida en Roma el 19 de agosto de 1976) fue una actriz de cine italiana. 

## Trayectoria artística
En sus inicios, Zalewska apareció en un título importante del cine europeo de los 60 como El gatopardo, de Luchino Visconti. Después hizo papeles en películas de géneros diversos: peplum, thriller, fantástico, terror o Spaghetti Western. En este último género, tuvo una aparición destacada en títulos como 7 dólares al rojo, El precio de un hombre o Dinamita Joe.

## Vida personal
De verdadero nombre Alina Zalewska, era medio-hermana de la también actriz Ely Galleani.

## Filmografía
- Leoni al sole (1961)
- El gatopardo (Il gattopardo) (1963) (como Alina Zalewska)
- Ercole sfida Sansone (1963) (como Alina Zalewska)
- Amore mio (1964)
- La calda vita (1964)
- El triunfo de los diez gladiadores ... Myrta (1964)
- El millón de dólares ... Luisetta (1964) (como Alina Zalewska)
- I lunghi capelli della morte ... Elizabeth Karnstein (1964)
- Questo pazzo, pazzo mondo della canzone (1965) (como Alina Zalewska)
- Il mistero dell'isola maledetta ... Doña Alma Morales (1965)
- 7 dólares al rojo ... Mujer mexicana (1966) (sin acreditar)
- Un angelo per Satana (1966)
- Agente segreto 777 - Invito ad uccidere ... Frida (1966)
- Il pianeta errante ... Janet Norton (1966) (como Alina Zalewska)
- La morte viene dal pianeta Aytin ... Lt. Teri Sanchez (Teniente Teri Sánchez) (1967)
- El precio de un hombre, de Eugenio Martín ... Eden (1967) (como Ilya Karin)
- Dinamita Joe (Joe l'implacabile), de Antonio Margheriti ... Betty (1967)
- Omicidio per appuntamento ... Fidelia Forrester (1967) (como Ella Karin)
- Gente d'onore (1967) (como Ella Karin)
- L'odio è il mio Dio ... Rosalie Field (1969) (como Ella Karin)
- Viaggio di ritorno (1970) (película para la televisión)
- Nero Wolfe ... Dina Laszlo (1971) (Serie de TV)
- Salsicce Mezzanotte' (1971) ... Dina Laszlo
- La polizia brancola nel buio (1975)